# Mykoła Popudrenko
Mykoła Mykytowycz Popudrenko (ukr. Микола Микитович Попудренко, ros. Николай Никитич Попудренко, ur. 15 grudnia?/28 grudnia 1906 w Mykołajiwce w guberni charkowskiej, zm. 7 lipca 1943 niedaleko wsi Sofijiwka w obwodzie czernihowskim) – jeden z organizatorów i dowódców radzieckiego ruchu partyzanckiego na Ukrainie, Bohater Związku Radzieckiego (1943).

## Życiorys
Od 1920 pracował w fabryce metalurgicznej im. Kominternu w Dniepropetrowsku, ukończył fakultet robotniczy i szkołę ruchu związkowego, później uczył się w wieczorowej szkole partyjnej, od 1929 w WKP(b). Do 1932 sekretarz komitetu fabrycznego Komsomołu fabryki im. Kominternu w Dniepropetrowsku, w latach 1932-1936 kierownik wydziału propagandy i kultury rejonowego komitetu KP(b)U w obwodzie czernihowskim, 1936 ukończył Czernihowską Wyższą Szkołę Rolniczą, 1936-1937 kierownik wydziału bachmaczskiego rejonowego komitetu KP(b)U, w latach 1937-1940 I sekretarz rejonowego komitetu KP(b)U w obwodzie czernihowskim. Od 1940 do września 1941 III sekretarz Komitetu Obwodowego KP(b)U w Czernihowie, od września 1941 do marca 1943 II sekretarz podziemnego Komitetu Obwodowego KP(b)U w Czernihowie. 
Od listopada 1941 do 1942 I zastępca dowódcy czernihowskiego obwodowego oddziału partyzanckiego, od 1942 do marca 1943 zastępca dowódcy Czernihowskiego Zgrupowania Partyzanckiego. W nocy z 1 na 2 grudnia 1941 dowodził atakiem na garnizon we wsi Pogorelcy, w połowie grudnia 1941 umiejętnie dowodził obroną podczas ataku niemieckiej ekspedycji na obóz partyzancki. W styczniu 1942 podjął akcję niszczenia mostów kolejowych i torów. W marcu 1943 KC KP(b)U mianował go I sekretarzem Podziemnego Czernihowskiego Komitetu Obwodowego KP(b)U. Od marca 1943 do śmierci był również dowódcą Czernihowskiego Zgrupowania Partyzanckiego w stopniu podpułkownika i szefem Obwodowego Sztabu Ruchu Partyzanckiego w Czernihowie. W maju i czerwcu 1943 dowodzone przez niego zgrupowanie przeprowadziło szereg udanych akcji na garnizony wroga oraz wiele akcji kolejowych na odcinkach Homel-Briańsk i Homel-Bachmacz, wykolejając 122 pociągi. W nocy z 6 na 7 lipca 1943 Niemcy otoczyli partyzanckie obozowisko pierścieniem, zabijając wielu partyzantów, w tym dowódcę Popudrenkę. Został pochowany w Czernihowie.
10 lipca 1943 jego imieniem nazwano zgrupowanie oddziałów partyzanckich obwodu czernihowskiego. Uchwałą Prezydium Rady Najwyższej ZSRR z 15 sierpnia 1943 "za szczególne zasługi w dziele rozwoju ruchu partyzanckiego na Ukrainie, dowodzenie działaniami bojowymi oddziałów partyzanckich i przejawianie przy tym męstwa i bohaterstwa" został pośmiertnie uhonorowany Złotą Gwiazdą Bohatera ZSRR i Orderem Lenina. Jego imieniem nazwano stację kolejową w obwodzie czernihowskim, ulice w Kijowie, Czernihowie i Nieżynie, szkołę nr 18 w Czernihowie; w Czernihowie ustawiono dwa jego popiersia i odsłonięto tablicę pamiątkową.